# Hydraulik
 Der er for få eller ingen kildehenvisninger i denne artikel, hvilket er et problem. Du kan hjælpe ved at angive troværdige kilder til de påstande, som fremføres i artiklen.

Hydraulik er en lære under fluidmekanikken, der i primært beskæftiger sig med den tekniske anvendelse – overførelse af energi ved hjælp af væske gennem rør eller andre legemer. Hydraulik er en del af hydrodynamikken. Anvendt hydraulik er ofte forbundet med pumper, cylindre, rør/slanger og andre fluidmekaniske indretninger. Hydraulikslanger er beregnet til at overføre kræfter i modsætning til almindelige slanger og rør, der anvendes til transport af materiale (for eksempel gas, vand, olie). Man bruger som regel olie i hydrauliske systemer, da olie anses for at være inkompresibelt.
Typisk anvendes hydraulik til en frem-og-tilbage-bevægelse i et stempel, der kan skydes ud eller trækkes sammen, men ofte ses hydraulik anvendt i turbinelignende opbygninger, der skaber en roterende bevægelse, f.eks. i converteren i en automatgearkasse.
Hydraulik anvendes også i diverse bremsesystemer. Eksempelvis bruges hydraulik ofte fra bremsegreb til bremseklodser på kvalitets-mountainbikes, i stedet for de noget billigere og ikke så effektive kabler.
Et hydraulik-system fungerer ved  væskers tryk og bevægelser i rør, og  er typisk opbygget ved at en pumpe (hydraulik-pumpe,som drives af en diesel-motor, benzin-motor, elektro-motor eller en mekanisk-pumpe), suger hydraulik-olie fra en beholder/tank. Hydraulik-pumpen oparbejder et tryk (Olietryk). Olietrykket ledes via rør eller slanger oftes til en eller flere styre-ventiler, og videre til forbrugsstedet, som kan være en hydraulikcylinder eller en hydraulik-oliemotor, og retur til olie-beholderen. Fordelen ved hydraulik er de enorme kræfter der kan opnås. Hydraulik anvendes bl.a. til at klemme, presse, trykke, løfte  ect. 

## Virkemåde i bremsesystemer
I bremsesystemer bruger man forbundne cylindre med forskellige størrelser, til at skabe de enorme kræfter. Bemærk at de har samme volumen men forskellige diametre, altså et forskelligt overfladeareal. I hvert af cylinderne vil der også være et stempel. I biler vil cylinderne og stemplerne med den største diameter, være placeret nede ved de enkelte bremseskiver, mens cylinderen med den mindre diameter, (hovedcylinderen), befinder sig oppe ved motoren. Hovedcylinderen er derfor højere og smallere, mens de andre er lavere og bredere.
Vi forestiller os et simpelt bremsesystem, hvor vi kun har to cylindre med hver deres diameter . Vi siger at hovedcylinderens diameter er x lang, mens det andet cylinder har diameteren 4x, hovedcylinderens overfladeareal er altså 16 gange mindre. Hvis vi nu trykker på stemplet i hovedcylinderen med en kraft på 10 kg, vil vi nede ved det andet stempel få et tryk på 160 kg. Vi skal dog trykke stemplet i hovedcylinderen 16 centimeter ned, for at stemplet med den større diameter, vil blive trykket 1 centimeter.